# ツクシスゲ
ツクシスゲ Carex uber Ohwi 1930. はカヤツリグサ科スゲ属の植物の1つ。全体に緑色のスゲである。

## 特徴
基部の鞘を除いて地上部が全体に緑色の多年生の草本。根茎は短く、葉や茎は密集して生じる。草丈は20～50cm。葉は幅が3～8mmで、やや柔らかくて全体に滑らか。基部の鞘はやや褐色を帯びており、古くなると繊維に分解する。
花期は4～5月。小穂は全体に花茎の上の方にやや集まってつく。花序の苞には鞘があり、また葉身部もよく発達して小穂より遙かに長く、花序全体より長く発達する。頂小穂は雄性、側小穂は3～4個あって雌性であるが、側小穂の先端や基部に少数の雄花が着くことがある。頂生の雄小穂は長さ2～4cmで短い柄がある。側小穂は円柱状で直立しており、長さ2～5cm。雌花鱗片は緑白色をしており、その先端は凹んでいてその中央から芒が伸び出ており、その長さは果胞を越える。果胞は長さが約3mmで、毛が生えていて脈があり、先端は嘴になって、その口部には小さな2つの歯状突起がある。果実は菱形で断面ははっきりした3稜形をしており、長さは1～1.5mm。先端の付属体は嘴状で先端が僅かに円盤状に膨らんでいる。柱頭は3つに割れる。

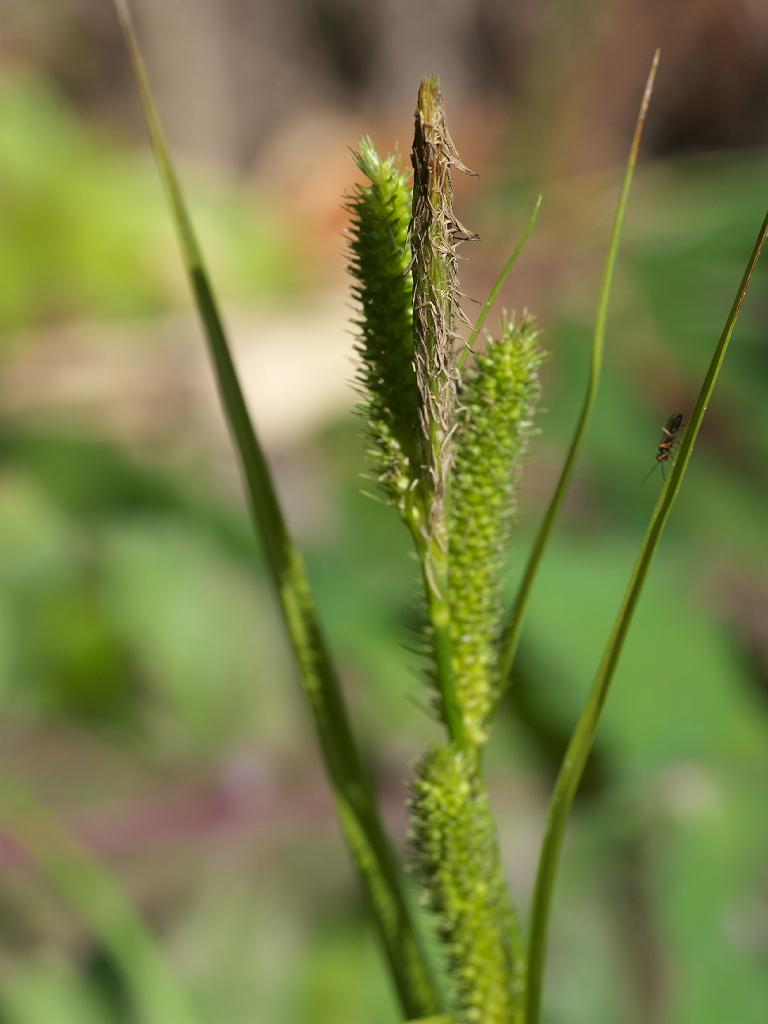
花序の先端近くの様子
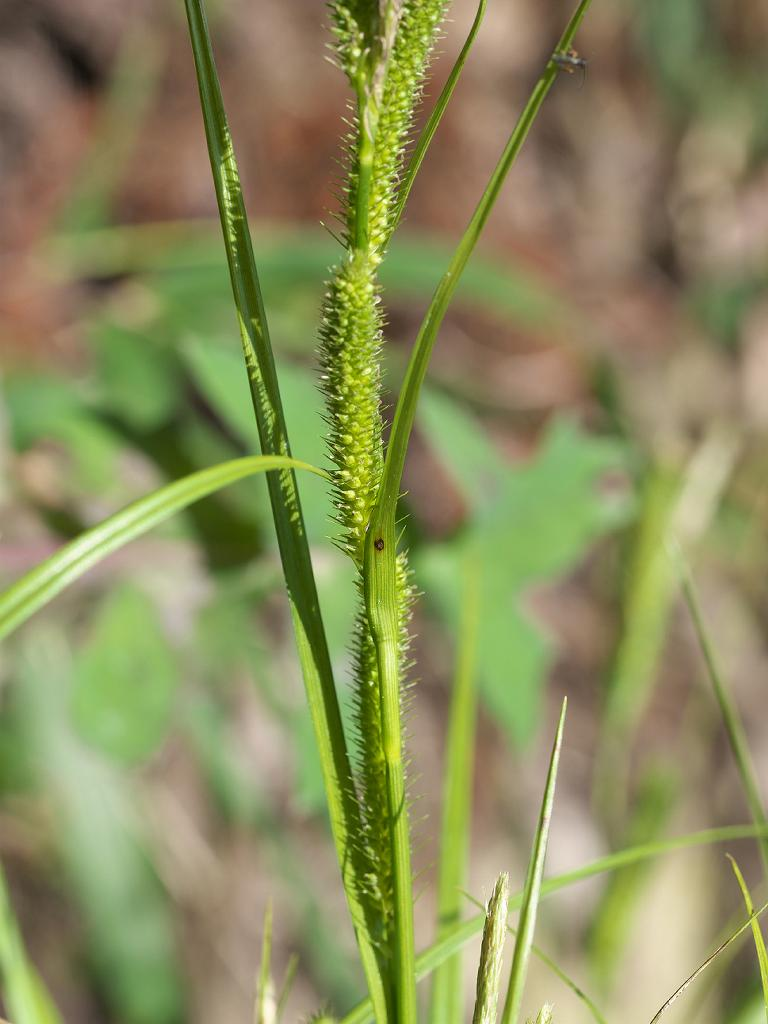
花序のやや下の部分

## 分布と生育環境
日本固有種であり、四国と九州のみから知られる。ただし四国での分布は高知県に限られ、九州での記録はスゲの会(2018)によると九州北部には記録がなく、中南部に集中しているようである。
平地から丘陵地にかけての林縁や林内に生える。

## 分類、類似種など
頂小穂雄性、側小穂雌性、花序の苞に鞘があり、柱頭は3裂、果実の先端に付属対があるなどの特徴から勝山(2015)は本種をヌカスゲ節に含めている。この節には多くの種があるが、本種と特によく似ているのは九州南部から南西諸島に見られるタシロスゲ Carex sociata である。この種は全体の見かけでも細部の特徴でも本種とよく似ており、牧野原著(2017)は小穂の数以外は「本種とほとんど異ならない」としている。勝山(2015)は本種との違いとしてこの種では花茎の1つの節から小穂が複数出ることがあること、本種より葉が硬く、花序の苞の葉身部や雌花の鱗片の芒が本種程長くならないことをあげている。ちなみに『日本スゲ属植物図譜』(1960)ではこの種の図に本種が描かれているという。

## 保護の状況
環境省のレッドデータブックでは採り上げられていないが、県別では大分県と長崎県で絶滅危惧II類、宮崎県で準絶滅危惧種の指定がある。上記のように本種は九州一円に生育しているものではないようなので、この指定は分布域の北限に当たると思われる。大分県では元々生育地が多くなく、また道路工事いや河川改修などで消滅した地域があることが記されている。